# Ravi Shankar (lider espiritual)
Ravi Shankar (13 de maio de 1956) é um líder espiritual indiano. Ele é frequentemente chamado apenas  pelo título honorífico "Sri Sri, Guruji ou Gurudev. Além de líder espiritual, ele é fundador da Art of Living Foundation criada em 1981, cujo objetivo é tratar do estresse individual, problemas sociais e  violência. Em 1997, ele estabeleceu uma instituição de caridade baseada em Genebra, a Associação Internacional para os Valores Humanos, uma ONG que se dedica ao trabalho de socorro e ao desenvolvimento rural e visa promover valores globais compartilhados. Por seus serviços, ele recebeu algumas das maiores condecorações de vários países, incluindo Índia, Peru, Colômbia e Paraguai. Em janeiro de 2016, ele recebeu o "Padma Vibhushan" do Governo da Índia.

## Biografia
Ravi Shankar nasceu em Papanasam, Tamil Nadu, filho  de Visalakshi Ratnam e R. S. Venkat Ratnam. Ele foi batizado "Ravi" (um nome comum na India) por ter nascido num domingo, e Shankar em homenagem ao líder espiritual Adi Shankara. o primeiro professor de Ravi Shankar foi Sudhakar Chaturvedi,um estudioso védico indiano ligado a Mahatma Gandhi. ele é bacharel em ciência pela Bangalore University. Após se graduar, Shankar viajou com seu segundo professor, Maharishi Mahesh Yogi, dando palestras e organizando conferências sobre ciência védica, e criando centros de meditação trancendental e Ayurveda.
Na década de 1980, Shankar iniciou uma série de cursos práticos e experienciais em espiritualidade em todo o mundo. Ele diz que sua prática de respiração rítmica, Sudarshan Kriya, chegou a ele em 1982, "como um poema, uma inspiração", depois de um período de silêncio de dez dias nas margens do rio Bhadra em Shimoga, no estado de Karnataka, acrescentando: "Aprendi e comecei a ensiná-la".
Shankar diz que cada emoção tem um ritmo correspondente na respiração e que a regulação da respiração pode ajudar a elevar o indivíduo e ajudar a aliviar o sofrimento pessoal.
Em 1983, Shankar realizou o primeiro curso de Arte da Vida na Suíça. Em 1986, ele viajou para Apple Valley, vila localizada no estado norte-americano de Califórnia, realizando o seu primeiro curso na América do Norte.